# Sleđevke
Sleđevke (Clupeiformes) je red zrakoperki koji obuhvata familiju haringi (Clupeidae), i familiju sardela (Engraulidae). Ova grupa obuhvata mnoge važne krmne i prehrambene ribe.
Clupeiformes su fizostomne, što znači da riblji mehur ima pneumatski kanal koji ga povezuje sa crevima. Njima tipično nedostaje lateralna linija, mada imaju oči, peraja i krljušti koje su zajedničko svojstvo većine riba, mada ne i svih. Obično su srebrnaste ribe sa vitkim, vretenastim telima i često formiraju jata. Većina vrsta jede plankton koji filtriraju iz vode svojim škrgama.

## Sistematika

### Familije
Ovaj red obuhvata oko 400 vrsta u sedam familija:
- Red 
  - Podred 
    - Familija 

  - Podred 
    - Familija 
      - Podfamilija 
      - Podfamilija 

    - Familija 
    - Familija 
      - Podfamilija 
      - Podfamilija 

    - Familija 
    - Familija 
    - Familija Clupeidae, sadrži Sundasalangidae (heringe i sardine)
      - Podfamilija 
      - Podfamilija 
      - Podfamilija 
      - Podfamilija

## Literatura
- Sepkoski, Jack (2002). „A compendium of fossil marine animal genera”. Bulletins of American Paleontology. 363: 1—560. Архивирано из оригинала 2009-02-20. г. Приступљено 2011-05-17.